# Manuel González i Vilart
Manuel González i Vilart (Tarragona, 8 de juliol de 1862 - ?) fou un advocat i polític català, diputat al Congrés dels Diputats durant la restauració borbònica.

## Trajectòria
Conegut advocat criminalista, el 1906 va defensar els Magatzems Jorba en un conflicte amb els seus treballadors del comerç.
Fou elegit diputat pel districte d'Igualada pel Partit Conservador (fracció datista) a les eleccions generals espanyoles de 1914 i 1916.